# Кирилски цифри
Кирилските цифри са бройна система, основана на кирилицата, използвана в Първата българска държава и от южните и източните славяни. В Руската империя са в употреба до началото на 18 век, когато цар Петър Велики ги заменя с арабски цифри. Кирилските цифри все още се срещат в книгите, написани на църковнославянски език.
Системата е полудесетична, основана е на йонийската бройна система и е написана със съответната графема на кирилица.
Отделна буква е зададена за всяка от единиците (1, 2,... 9), десетиците (10, 20,... 90) и стотиците (100, 200,... 900). Числата се пишат и четат предимно от ляво надясно с изключение на числата от 11 до 19 (които се четат и пишат от дясно наляво).
За да се преобразуват от кирилски към арабски числа, трябва да се покажат всички цифри. За да се различават числата от текста, се добавя титло над цифрата. Ако числото надвишава 1000, се добавя знак за хиляда ҂ (U+0482) преди фигурата.
Примери:
- – 1706
- – 7118

Глаголическите цифри се използват по подобен принцип, с изключение че цифрите се задават спрямо азбучния ред на глаголицата, а не спрямо реда на гръцката азбука.

## Примерни цифри
| 1  | 2  | 3  | 4  | 5  | 6  | 7   | 8   | 9   | 10  |
| -- | -- | -- | -- | -- | -- | --- | --- | --- | --- |
| ҃А  | ҃В  | ҃Г  | ҃Д  | ҃Е  | ҃Ѕ  | ҃З   | ҃И   | ҃Ѳ   | ҃І   |
| 11 | 12 | 13 | 14 | 15 | 16 | 17  | 18  | 19  | 20  |
| ҃АІ | ҃ВІ | ҃ГІ | ҃ДІ | ҃ЕІ | ҃ЅІ | ҃ЗІ  | ҃ИІ  | ҃ѲІ  | ҃К   |
| 21 | 22 | 23 | 24 | 49 | 78 | 115 | 125 | 713 | 763 |
| ҃КА | ҃КВ | ҃КГ | ҃КД | ҃МѲ | ҃ОИ | ҃РЕІ | ҃РКЕ | ҃ѰГІ | ҃ѰѮГ |